# BWV

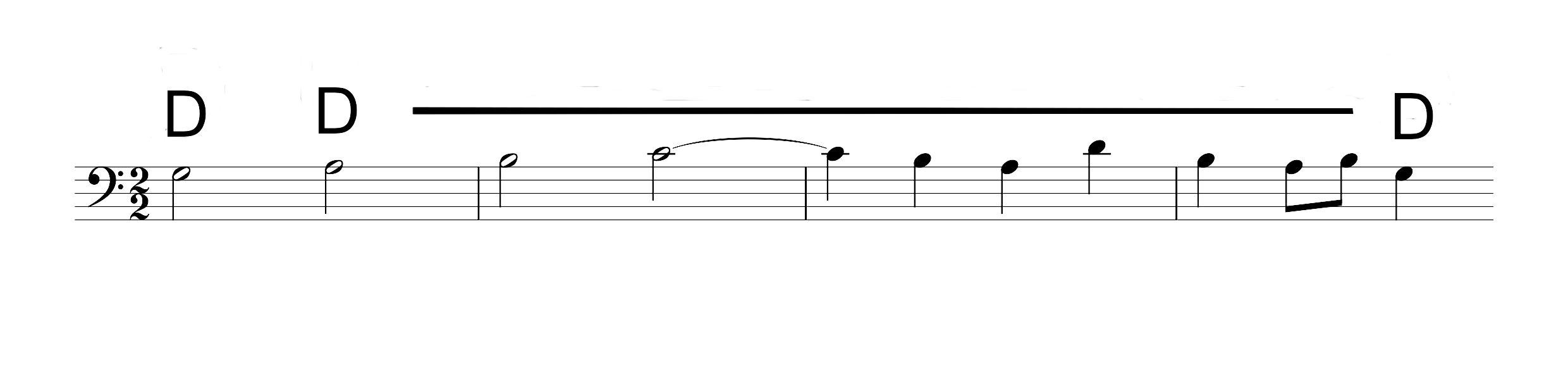
risposta della fuga per organo it:BWV 545

Bach-Werke-Verzeichnis (em português, Catálogo de Obras de Bach) é o sistema de numeração usado para identificar obras musicais de Johann Sebastian Bach, agrupadas tematicamente, não cronologicamente. Os números BWV foram definidos por Wolfgang Schmieder em 1950, indicando o posicionamento no catálogo de obras de Bach intitulado Thematisch-systematisches Verzeichnis der musikalischen Werke von Johann Sebastian Bach. Os números BWV são universalmente usados e aceitos como a forma padrão de numerar as obras de Bach: por exemplo, "Missa em Si menor, BWV 232, composta em 1733". Às vezes os números BWV são chamados de números Schmieder. Os termos são intercambiáveis: em algumas publicações antigas podem ser encontradas indicações como S. 232 para a obra mencionada no exemplo acima. O catálogo de Schmieder foi atualizado diversas vezes: por exemplo, removendo-se certas obras dos "anexos", acrescentando-se obras descobertas, etc. Essas versões atualizadas geralmente são impressas. A edição de 1990 foi impressa como ISBN 3-7651-0255-5.

## Um catálogo temático
Diferentemente do Opus, que categoriza as obras de maneira cronológica, o catálogo de Schmieder segue uma organização temática. Primeiramente são listadas as obras corais, em seguida as peças para órgão, depois outras obras para teclado e assim por diante. Por isso, um número de BWV baixo não significa, necessariamente, uma obra mais antiga. 
Schmieder escolheu catalogar as obras de Bach com um arranjo temático ao invés de cronológico por várias razões, das quais as mais importantes, provavelmente são as seguintes:
- As datas de composição de muitas das obras de Bach são incertas. Mesmo que uma data esteja escrita na partitura, isto pode indicar simplesmente a data em que a obra foi copiada, re-arranjada etc. Apesar disso, desde a época da publicação original do catálogo BWV de Schmieder, os pesquisadores já conseguiram definir datas prováveis e certas de muitas composições mais do que era sequer imaginado nos anos 1950 (ver abaixo); e
- A Bach Gesellschaft tem publicado as obras de Bach desde 1851; estas publicações existentes gruparam as obras de Bach por gênero (ou forma musical) e, portanto, mantendo esta prática estabelecida, geraria menos confusão.

## Outros sistemas de catalogação para as composições de Bach

### Número de Opus – data da publicação
Ordenar toda a lista de composições de Bach por número de Opus ou por data de publicação é completamente fora de questão: Bach não utilizava números de Opus e apenas umas poucas de suas obras foram publicadas durante a sua vida.
Ver também: Composições de Bach impressas durante a vida docompositor

### Cronológico
Philippe (and Gérard) Zwang publicaram um sistema alternativo de numeração das Cantatas (BWV 1-215 + 248-249), levando em conta a data de composição.
Esta lista foi publicada em 1982, em Paris, como Guide pratique des cantates de Bach (Guia prático das cantatas de Bach) ISBN 2-221-00749-2.